# Scooby!
Scooby! (títol original en anglès, Scoob!) és una pel·lícula animada estatunidenca de comèdia de misteri del 2020 produïda pel Warner Animation Group i distribuïda per Warner Bros. Pictures. És una reinvenció de la sèrie de pel·lícules d'Scooby-Doo i la tercera pel·lícula basada en els personatges, després d'Scooby-Doo (2002) i Scooby-Doo 2: Desbocat (2004). La pel·lícula és dirigida per Tony Cervone (en el seu debut com a director) a partir d'un guió d'Adam Sztykiel, Jack Donaldson, Derek Elliott i Matt Lieberman, i una història del mateix Lieberman, d'Eyal Podell i de Jonathon E. Stewart. La versió original en anglès és protagonitzada per les veus de Frank Welker, Will Forte, Gina Rodriguez, Zac Efron i Amanda Seyfried. La pel·lícula també compta amb les veus de Mark Wahlberg, Jason Isaacs, Kiersey Clemons, Ken Jeong i Tracy Morgan com a altres personatges animats de Hanna-Barbera. Ambientada en un univers compartit d'animació de Hanna-Barbera, la pel·lícula segueix la feina de Mystery Incorporated amb el Falcó Blau per resoldre el seu misteri més desafiant darrere del llegat secret de la seva mascota i un propòsit, que connecta amb el malvat pla de Dick Dastardly per alliberar el Cèrber. S'ha doblat al català.
Els plans per a una nova pel·lícula d'Scooby-Doo van començar el juny de 2014, quan Warner Bros. va anunciar que reinventaria la sèrie de pel·lícules d'Scooby-Doo amb una pel·lícula d'animació. Cervone va ser contractat per dirigir la pel·lícula l'agost de 2015, amb Dax Shepard com a codirector des del setembre de 2016 fins a l'octubre de 2018, quan va abandonar el projecte. Warner Bros. va contractar llavors Chris Columbus, l'"afecte del qual pel personatge" el va convertir en productor executiu de la pel·lícula final, mentre que l'estudi "entén la forma amb la qual la seva història està arrelada en aquests personatges emblemàtics".
Scooby! inicialment es va estrenar en cinemes a tot el món el 15 de maig de 2020. En resposta a la pandèmia de la COVID-19 que va provocar el tancament de sales d'arreu del món, Warner Bros. va posar la pel·lícula disponible per a la seva propietat digital als Estats Units la mateixa data en què estava prevista que s'estrenés als cinemes. Va rebre una estrena en cinemes a països limitats a partir del juliol de 2020 i una estrena secundària als Estats Units a partir del 21 de maig de 2021 durant tres dies. Va rebre crítiques en diversos sentits, que va maldir les seves referències a mems d'Internet. La pel·lícula va recaptar 28,5 milions de dòlars amb un pressupost de 90 milions, però va encapçalar les llistes de lloguer digital en els seus primers tres caps de setmana de llançament, convertint-se així en el tercer títol més vist a la carta el 2020.
Un film de seguiment, Scoob! Holiday Haunt, s'havia de llançar través de la plataforma Max i es va cancel·lar l'agost de 2022, tot i que la producció de la pel·lícula ja havia acabat després de la cancel·lació.